# オスマン・サンコン
オスマン・ユーラ・サンコン（Ousmane Youla Sankhon、1949年3月11日 - ）は、ギニア出身の元外交官、タレント、著作家。現駐日ギニア大使館顧問、一般社団法人日本ギニア友好協会理事長。
サンコンシステムズ所属。血液型A型。

## 来歴
1949年3月11日にフランス領ギニアのボッファ県にて、22人兄弟の四男として誕生した。国立コナクリ大学卒業後、フランスのソルボンヌ大学に国費留学し、1972年にギニア外務省に入省。同年、日本に開設されたギニア大使館の大使館員（駐日親善大使）として来日し8年間を日本で過ごす。
アメリカ・ワシントンD.C.勤務を経て、1984年にギニア外務省を休職して再来日。
同年、ギニア日本交流協会からの「ギニアを広めるため」との依頼もあって人気テレビ番組「笑っていいとも!」のオーディションに参加し、当時のプロデューサー横澤彪との出会いをきっかけに番組出演に至る。当初は2か月に1回程だったが、後に火曜日のレギュラーとなった。これを機にタレント活動を開始する。
笑顔を絶やさない明るいキャラクターと、いわゆる天然ボケで、デーブ・スペクター、ケント・デリカットらとともに「変わり者の外国人タレント」として人気を博した。お決まりのフレーズは、「1コン2コン・サンコン！」。
「真夜中のサンコン探し」などのコーナーに対しては第三者から、差別を指摘したり、「外交官がそんな番組に出ていいのか」という意見も耳にした。しかし、本人は肌の黒さにコンプレックスがなく、（その際の）みんなのジョークには愛情がこもっていたから番組を楽しめたと語っている。嘉門タツオの「替え歌メドレー」曲中で名前が使われることも快諾。しかし、「(肌が黒いので)雪の上で目立つ」というフレーズが黒人差別ではないのかと指摘され、カットせざるを得なくなった。このことも、サンコン自身が抗議したわけではない。
タレント活動の傍ら、講演活動、故郷のボッファに15年間日本の文具や衣類を贈るなどのボランティア活動を行っている。鹿児島県徳之島の観光大使も務めており、奄美海援隊株式会社の「サンコンウコン」のCMに自ら出演しているほか、むさしのFMで2014年8月より週1回、自らパーソナリティを務める番組『ゆいの島★Breeze!』が放送されている。2017年4月、旭日双光章を受章。
息子のDJヨンコンはレゲエグループ笑連隊のメンバーとして活動していた。

## 人物
身長162cm。ギニアの公用語であるフランス語、ギニアの土着語のスースー語、日本語、英語、スペイン語、イタリア語の6カ国語を話すマルチリンガルである。かつては6.0の視力を持っていたが、長い日本生活で現在の視力は1.2になってしまったとのこと。
少年時代に、サッカーで右足を骨折して入院したが、当時のギニアの医療設備・技術では完治に至らず、現在でも不自由で、日本の身体障害者手帳2級を持っている。この出来事を体験したことが「ギニアの医療をはじめ、経済・生活水準などを先進国並みに発展させ、未来の子供たちに同じ思いをさせたくない」という、ボランティア活動の原動力になっていると語っている。
介護ヘルパー2級の資格を持っており、福祉の問題への関心も高い。
ギニアではイスラム教が主であるため、酒の存在を知らなかった。来日して初めて酒を飲んだとき「おいしい飲み物」と思い、それ以降酒好きになった。豚肉を口にする習慣もなかったが、カツ丼を豚肉と知らず食べてしまったときも「おいしかった」と語っている。
初めて仏式の葬儀に参列した際、他の参列者が焼香をして「ご愁傷様でした」と言っている姿を「『ご馳走様でした』と言っているのだから何か食べているのだろう」と勘違いし、抹香を食べてしまったことがあった。抹香の味は「酸っぱかった」とのこと。
「熱中症という言葉も日本で初めて聞いた。ギニアにはないですね」と語る。
2018年8月19日、歌手でグラビアアイドルの北山みつきと結婚をすることを北山が自身のブログで公表した。北山は第3夫人となる。

## 最近の活動
テレビの出演やCM出演はもとより、国内の行政、商工会、ロータリークラブ、ライオンズクラブ、青年会議所、学校（大学・高校・中学校）、教育委員会、全労済、企業等々のイベント、講演会、トークショー、安全大会に出演している。母国にサンコン小学校を作る活動や日本の中古の医療機器を送る活動がよく知られている。
2011年（平成23年）3月11日に発生した東日本大震災には、真っ先にゆかりのある地に出向き、炊き出しや慰問活動も行ってきている。震災の発生した3月11日はサンコンの誕生日ということもあって、ほかならぬ思い入れを抱き支援活動を行っており、毎年多くの友人を招いて開催していた盛大な誕生会を2011年から自粛している。
2013年12月頃から、ギニアをはじめとする西アフリカにて流行し始めたエボラ出血熱に対し、緊急物資や義捐金の調達の呼びかけを行い、母国ギニア共和国に多くの支援活動を行っている。
2014年11月には、エボラ熱の一刻も早い封じ込めに貢献したいと、主にクラウドファンディングを通した支援金募集、現地への支援物資の輸送を目標とした活動を行っている国際医学生連盟 日本 『Kick Ebola Out Japan』の主催による『Kick Ebola Out Japan』×サンコンさんと考える国際支援をNPO法人ギニア日本交流協会の顧問としてボランティア参加している。
2022年4月にジャパンアクションクラブの顧問に就任したことをインタビューで明らかにした。

## 著書・監修書
- アフリカの星/サンコンの爆笑ギニア講座（1986年、シーズ、ISBN 4795002517）
- サンコンのとっておきアフリカむかし話〈1〉（1989年、金の星社、ISBN 4323012349）
- サンコンのとっておきアフリカむかし話〈2〉（1989年、金の星社、ISBN 4323012357）
- サガタラ―少年（1990年、ファンハウス、ISBN 4847011171）
- 大地の教え（1992年、講談社、ISBN 4062054736）
- “超自然人”サンコンの「視力6.0」が見たニッポン（1992年、光文社、ISBN 4334900321）
- サンコン少年のあふりか物語（1993年、講談社、ISBN 4062064200）
- オスマン・サンコンのアフリカ事典（1995年、国際開発ジャーナル社、ISBN 4875390319）
- 大地の教え（文庫版）（1996年、講談社、ISBN 4062631431）
- 明るく生きちゃ悪いですか？―障害を持って生きるボクたちからのメッセージ（1998年、広美出版事業部、ISBN 4877470115）
- サンコン少年のアフリカ物語（文庫版）（2001年、講談社、ISBN 4061485547）
- 母が教えた本当の人生―Merci maman（2002年、たちばな出版、ISBN 4813313337）
- 1コン2コン・サンコンと世界に旅立とう！ 6カ国語会話集（オスマン ユーラ サンコン監修、武井こうじ著、2003年、河出書房新社、ISBN 9784309905273）
- ボケは神さまがくれたプレゼント―サンコンのハートで介護 イラスト版（2004年、エスケープランニング、ISBN 4434046950）
- 僕がヘルパー2級になった理由（わけ）「介護サービスガイド帳」（2007年版、全国介護者支援協会）

## 音楽作品
- 「アフリカの女」（1987年12月16日発売のデビューシングル。作詞：秋元康、作曲：見岳章）
- 「ジャングルブック」
- 「JUMBO DANCE」（1993年、『ひらけ!ポンキッキ』挿入歌） - 「アフリカン・ブラザーズ」名義、ジョン・ムウェテ・ムルアカとデュエット
- 「Alfred」（1996年、田中フミヤと山本アキヲとのユニットHOODRUMのアルバム『BUSINESS CARD』に収録）
- 「でたらめな歌アフリカバージョン」（1999年、爆チュー問題のアルバム『でたらめろでぃー』に収録）　-　ギニア語とアウサ語の内、ギニア語訳詞と歌唱参加
- 「ほらみろ!オースーマン」（2010年、笑連隊のアルバム『ラフ☆レボリューション2010 〜(笑)は地球を救う〜』に収録） - 「笑連隊 feat. オスマン☆サンコン&島崎俊郎」名義

## 主な出演作品

### テレビドラマ
- 「火曜スーパーワイド・君の名はかぼちゃ ママの不倫!?すれ違い」（1988年、朝日放送）
- 「教師びんびん物語II」　第1話（1989年、フジテレビ）

### その他のテレビ番組
- ビートたけしのお笑いウルトラクイズ - ゲストツアー参加者
- 所さんのただものではない! - 回答者
- FNSスーパースペシャルテレビ夢列島（1987年）-「ゲゲゲのサンコン　夜は墓場でサンコン捜し」（通称「真夜中のサンコン探し」）コーナー[15]（1988年・1989年も出演）
- 邦ちゃんのやまだかつてないテレビ
- 明石家多国籍軍
- 新春お好み囲碁対局 プロ・タレント混合!ドキドキ連碁戦（NHK Eテレ、2014年1月3日）
- クイズ30〜団結せよ!〜（フジテレビ、2014年8月10日）
- ダウンタウンのガキの使いやあらへんで! ‐ 世界の怖い話は本当に怖いのか! 世界怪談サミット2015（日本テレビ、2015年8月9日)、 芸能界スーパークソ返しダービー（日本テレビ、2021年1月24日）
- 探偵!ナイトスクープ（朝日放送テレビ、1993年 - 2002年）- 顧問として出演

### CM
- 白元「ミセスロイド」
- 日清食品「日清焼そばU.F.O.」　-　「UFO仮面ヤキソバン」で「にせヤキソバン」を演じる。
- ダイコロ「ダイコロカード」
- 奄美海援隊「サンコンウコン」（テレビ新潟・新潟テレビ21で放映）[16]

### ラジオ番組
- むさしのFM「ゆいの島★Breeze!」（2014年8月8日 - 、金曜日10:45-11:00）[6]